# 毛田镇 (岳阳县)
毛田镇，位于湖南省岳阳市岳阳县东北部。镇人民政府驻岳阳县毛田。
毛田镇东西北三面皆山，经济产业以桑蚕养殖、药材种植与林业为主。

## 沿革
- 民国时期，为福义乡
- 1949年，隶岳阳县三区
- 1958年，为毛田人民公社，后为毛田区毛田公社、南冲公社
- 1984年，改为毛田乡与南冲镇
- 1995年，撤区并乡，毛田乡、南冲镇合并为毛田镇

## 行政区划
毛田镇辖31个自然村，1个居委会。
八斗社区、丝绸社区、南冲村、孟城村、道仁村、同心村、毛田村、界头村、巴蕉村、高昌村、染坊村、八斗村、胡铁村、赵塅村、福胜村、涟河村、南庙村、水圳村、小港村、立坪村、廖塅村、杨家村、育英村、黄金村、邹段村、彭庄村、水源村、港堤村、桃洞村、白水村、湾丘村、八宝村和英桥村。